# TLC (電視頻道)
TLC頻道（TLC）是探索傳播（Warner Bros. Discovery）旗下其中的一個頻道，美國版本解作「The Learning Channel」（學習頻道）；亞太版本則解作「Travel & Living Channel」（旅遊生活頻道）。

## 亞洲TLC頻道
主要播放遊歷險、廚藝烹飪和家居裝飾節目。Discovery旅遊生活頻道的前身為探索旅遊歷險頻道（Discovery Travel & Adventure）及探索旅遊生活頻道（Discovery Travel & Living）。前者以播放旅遊歷險節目為主，後者則加入家居生活節目。2010年9月1日起正式配合全球策略，改名為「TLC」。

## 探索旅遊生活頻道
探索旅遊生活頻道在2005年10月1日啟播，配合整個探索電視網重組，取代探索旅遊歷險頻道，定位為旅遊體驗與家居生活頻道。當時除北美使用獨特的市場定位外，探索通信全球均使用Discovery旅遊生活頻道作為組合的一份子；然而各個地區所播映的節目會隨版權和當地的文化而作出調節。現在TLC旅遊生活頻道擁有以下數個版本：亞洲、台灣(2003年開播)、印度、澳洲、紐西蘭、歐洲、英國、義大利、Viajar y Vivir（美國西班牙語版）和巴西／拉丁美洲，並與中國大陸境內多家地方電視台合作、設立專屬節目播放區塊。

## 節目列表

### 亞太區重點節目
- 勇闖天涯
- 波登不設限
- L.A.刺青客
- 邁阿密刺青客
- 暢遊拉丁美洲（Passport to Latin America）
- 9點度假趣（Travel & Living Favourites）
- 決戰時裝伸展台（Project Runway）(第1季~第14季)
- 1000個必遊勝地（1000 Places to See Before You Die）
- 決戰三千髮絲（Shear Genius）
- 古怪食物
- 帥哥廚師到我家
- 決戰明日彩妝
- 酷男的異想世界（Queer Eye）
- 蛋糕天王（Cake Boss）(第1季~第6季)
- 吃遍湄公河
- 大廚異想世界
- 超冏刺青
- 美食大口吃
- 省錢出絕招
- 省錢折價王
- 沉重人生
- 蛋糕天王來掌廚
- 奧利佛30分鐘上菜
- 奧利佛15分鐘上菜
- 奧利佛大英食典
- 英國美食新勢力
- 穿金戴銀遊印度
- 食在苦差事
- 全球怪餐廳
- 名模烘焙坊
- 寶玲的藝術廚房
- 廚房女神奈潔拉
- 艾默洛的美國原味
- 決戰蛋糕天王
- 沙雕大師
- 義式美食輕鬆做
- 度假天堂
- 我的夢幻婚紗
- 阿卡出國去
- 越南家鄉味
- 魔幻大廚赫斯頓
- 名模家常菜
- 料理鬥陣俱樂部
- 非吃不可
- 全球怪餐廳第一季
- 全球怪餐廳第二季
- 決戰好味道
- 波登闖異地
- 明星時尚之路
- 海灘假期
- 消夜大車拚
- 烘焙兄弟第一季
- 烘焙兄弟第二季(2014年)
- 完全改造:超級減重篇第1季
- 完全改造:超級減重篇第2季
- 完全改造:超級減重篇第3季(2014年)
- 幫我做造型
- 名模輕鬆上菜
- 紐約刺青客第一季
- 紐約刺青客第二季
- 紐約刺青客第三季
- 時尚大買家
- 古怪美食
- 波登過境
- 瑪莎與史奴比的晚餐趴Martha & Snoop's Potluck Dinner Party

### 台灣版特色節目
- 瘋台灣
- 瘋台灣大挑戰
- 玩美女人窩
- 摩登新中國
- 龐銚敲敲門
- Maggie魔法料理
- 帥哥好煮意
- 雙廚出任務
- 高雄愛玩樂(2013年10月)
- 瘋台灣全明星(2014年3月9日，晚上9點播出)
- 瘋台灣首遊

## 其他節目
- 全球首選綠住家
- 精選主題旅遊
- 台灣綠生活

## 外部連結
- 台灣TLC旅遊生活頻道（页面存档备份，存于）
- 西班牙語Discovery旅遊生活頻道 （页面存档备份，存于）